# Dipartimento di Fray Justo Santa María de Oro
Fray Justo Santa María de Oro è un dipartimento argentino, situato nella parte meridionale della provincia del Chaco, con capoluogo Santa Sylvina.

## Geografia fisica
Esso confina con i dipartimenti di Doce de Octubre, Mayor Luis Jorge Fontana e Dos de Abril, e con le province di Santa Fe e Santiago del Estero.

## Società

### Evoluzione demografica
Secondo il censimento del 2001, su un territorio di 2.205 km², la popolazione ammontava a 10.485 abitanti, con una diminuzione demografica del 14,51% rispetto al censimento del 1991.

## Amministrazione
Nel 2001 il dipartimento comprendeva i seguenti comuni (municipios in spagnolo):
- Chorotis
- Santa Sylvina